# Saitó Musašibó Benkei
Saitó Musašibó Benkei (japonsky 武藏坊 辨慶, moderními znaky 武蔵坊 弁慶 [Musašibó Benkei] 西塔 武 蔵 坊 弁 庆[zdroj?]) (1155–1189), zvaný též jednoduše Benkei, byl japonský bojový mnich (sóhei), který sloužil Minamotu Jošicunovi. Obvykle je popisován jako muž velké síly a oddanosti a jeho příběh je součástí japonského folklóru. Jeho životní příběh je zkrášlen a zkreslen v dramatech divadla kabuki a divadla Nó, takže pravdu nelze odlišit od legendy. Zemřel, když samojediný bránil vstupní most do hradu před stovkami nepřátel, aby poskytl Jošicunovi čas k provedení kopletního rituálu rituální sebevraždy.

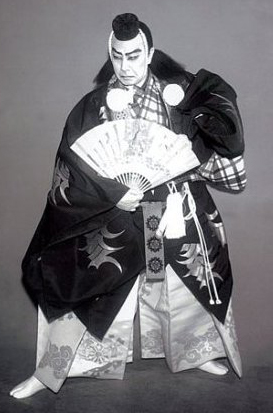
herec Kóširó Macumoto VII (1870–1949) v roli Benkeie, Kabukiza Tokio

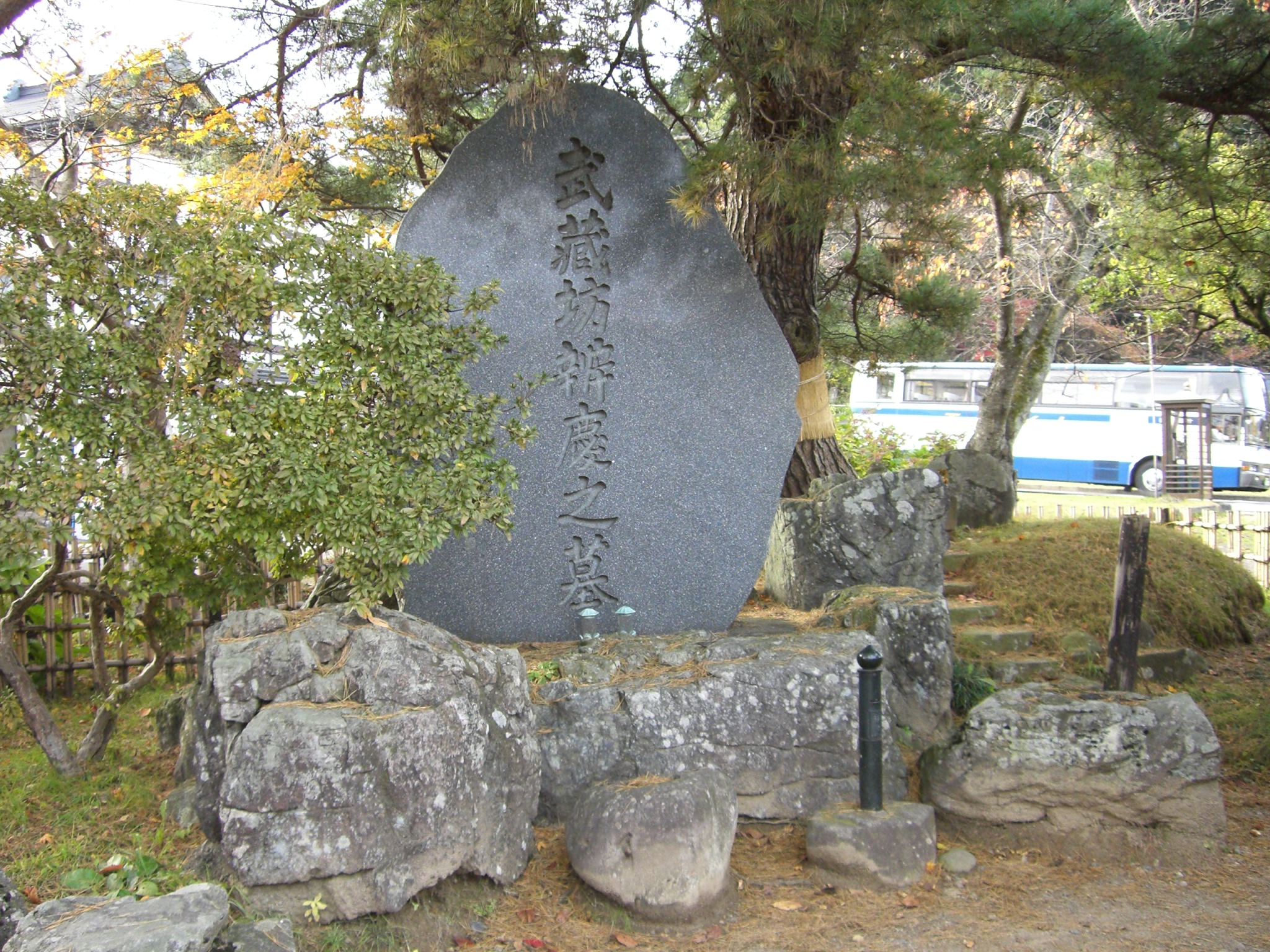
Hrob Benkeie v Hiraizumi